# أنا شارلي
أنا شارلي " (
تنطق بالفرنسية: [ʒə sɥi ʃaʁ.li]

Je suis Charlie من موقع شارلي ابدو

, باللغة الفرنسية Je suis Charlie "جو سوي شاغلي") هو شعار من أنصار حرية التعبير في 7 يناير 2015، هجم مسلحان على مقر الجريدة في باريس وقيل أن ثالث كان موجودًا في السيارة، وخلف الهجوم 12 قتيلا على الأقل و 11 جريحًا في حالة خطيرة. وقد تبنى الهجوم تنظيم الدولة الإسلامية في العراق والشام. وصف الرئيس الفرنسي، فرانسوا أولاند، الهجوم بأنه إرهابي. وقد سقط 12 ضحية ومجموعة من الجرحى.
استخدم هذا الشعار لأول مرة على تويتر وانتشرت على الإنترنت بشكل عام. والموقع الإلكتروني للمجلة شارلي ابدو نشره بعد وقت قصير من إطلاق النار على المجلة، ووضعها الموقع خلفية سوداء مكتوب عليها Je suis Charlie. استخدم هذا الشعار في هاشتاج على تويتر والفيسبوك وعلى لافتات يدوية الصنع والملصقات وعلى الهواتف المحمولة وعلى العديد من المواقع، وخاصة مواقع وسائل الاعلام في وقفات احتجاجية.